# 駝背鮈南極魚
駝背鮈南極魚為輻鰭魚綱鱸形目南極魚亞目南極魚科的其中一種，分布於南冰洋及南大西洋的南三明治群島、奧克尼群島、南喬治亞島等海域，棲息深度6-429公尺，體長可達55公分，生活習性不明，可做為食用魚。

## 擴展閱讀
維基物種上的相關：駝背鮈南極魚